# 國際債券
國際債券 (Eurobond) 是指計價貨幣並非發行地或交易地的貨幣的債券。雖然英文名為Eurobond，但它與歐元 (Euro) 沒關係，甚至與地理上的歐洲沒關係，例如一家公司 (不論公司所在地) 在新加坡發行或交易的日圓債券便是國際債券 (Eurobond)。
國際債券並以其計價貨幣命名，如以日圓計價的便稱日圓國際債券 (Euroyen Bond)，以美元計價的便稱美元國際債券 (Eurodollar Bond)，國際債券通常為不記名債券 (Bearer Bond)，也就是發行公司或政府沒有把所有人姓名登錄在名冊上的債券，其利息也不用預扣所得稅。